# Peter Hohmann (Autor)
Peter Hohmann (* 2. September 1978 in Freising) ist ein deutscher Autor für Fantasy und Science-Fiction.
Hohmann arbeitet als freier Schriftsteller. 2010 gewann er den Wettbewerb des Arcanum-Verlags, Dortmund, und sein erster Roman Weißblatt wurde dort veröffentlicht. Inzwischen sind weitere Romane erschienen, und die Zahl seiner Kurzgeschichten-Veröffentlichungen in diversen Magazinen und Anthologien beläuft sich auf über 50. Er veröffentlicht seine Bücher bei Verlagen oder als Self-Publisher.

## Werke
Verlagsveröffentlichungen:
- Der letzte Lilienreiter. Mantikore-Verlag, Frankfurt am Main 2019, ISBN 978-3-96188-094-2
- Die Eherne Garde. 3 Bände;
  - Band 1: Die Schwarze Klaue. Atlantis-Verlag, Stolberg 2016, ISBN 978-3-86402-392-7.
  - Band 2: Die Fährte des Einhorns. Atlantis-Verlag, Stolberg 2017, ISBN 978-3-86402-462-7.
  - Band 3: Die Ebenen der Ewigkeit. Atlantis-Verlag, Stolberg 2017, ISBN 978-3-86402-387-3.
- Weißblatt. Arcanum-Fantasy-Verlag, Dortmund 2010, ISBN 978-3-939139-12-6.

Eigenverlag:
- Die Feywind-Saga. (8-bändige Fantasy-Saga).
  - Band 1: Feywind
  - Band 2: Dämonensiegel
  - Band 3: Arûbir
  - Band 4: Flammenkrone
  - Band 5: Tempel
  - Band 6: Mondklinge
  - Band 7: Arsan Dragul
  - Band 8: Larindel
- Mothman
- Operation Thule
- Blut und Feder
- Ishkor
- Magier des dunklen Pfades
- Traumfragmente
- Karl Seitz ermittelt: Krimireihe (bislang 2 Bände, weitere folgen).
  - Band 1: Iugulus
  - Band 2: Retributio

Kurzgeschichten (Auswahl)
- Träum weiter. In: André Skora (Hrsg.): Voll Dampf. Amrûn-Verlag, Traunstein 2014, ISBN 978-3-944729-15-2
- Back to Basics. In: André Skora (Hrsg.): Fieberglasträume. Begedia-Verlag, Mülheim an der Ruhr 2013, ISBN 978-3-943795-40-0
- Rotes Haar und Hagelschlag. In: Fabienne Siegmund (Hrsg.): Das Tarot. Verlag Torsten Low, Meitingen / Esslingen 2013, ISBN 978-3-940036-20-9.